# Andrzej Podżorski
Andrzej Podżorski (ur. 18 listopada 1886 w Wiśle, zm. 23 czerwca 1971 tamże) – polski nauczyciel, działacz społeczny i publicysta.

## Życiorys
Urodził się 18 listopada 1886 w Wiśle, jako szóste z dziewięciorga dzieci Pawła, nauczyciela, i Anny z Cieślarów. W 1900 ukończył szkołę ludową. Absolwent szkoły wydziałowej i Seminarium Nauczycielskiego w Cieszynie (w 1908 otrzymał świadectwo dojrzałości). Pracował jako nauczyciel kolejno w Wiśle-Jaworniku (1908–1910), Cisownicy (1910–1915), Goleszowie i Wiśle-Centrum (1916–1939). Był współzałożycielem Związku Strzeleckiego w Wiśle oraz działaczem Macierzy Szkolnej, Towarzystwa Miłośników Wisły i Polskiego Towarzystwa Turystycznego. W 1919 współzałożyciel Polskiego Towarzystwa Teozoficznego na Śląsku Cieszyńskim w Nydku.
Publikował na łamach „Wyzwolenia”, którego był redaktorem w latach 1919–1920, oraz „Odrodzenia” (1921–1929) i „Wiedzy Duchowej” (1934–1935). Autor pierwszego Przewodnika po Wiśle oraz sztuk scenicznych Zbóje na sałaszu i Wesele góralskie. Współpracował przy organizacji Muzeum Śląskiego w Katowicach.
Po zakończeniu okupacji hitlerowskiej uczestniczył w pracach Komisji Kultury Przy Radzie Narodowej w Wiśle. Był głównym inicjatorem powołania i organizatorem Muzeum Beskidzkiego w Wiśle, a w 1964 r. został pierwszym jego kierownikiem. W 1968 r. ze względów zdrowotnych zrezygnował z pełnionej funkcji.
Był dwukrotnie żonaty. Od 12 września 1912 był mężem Anny Boszczyk, z którą miał pięcioro dzieci: Teofil, Anna, Tadeusz, Karol i Jan, od 1922 – Anny Kozok, z którą miał dwoje dzieci: Julię i Andrzeja.
Zmarł 23 czerwca 1971 w Wiśle. Został pochowany na cmentarzu ewangelickim „Na Groniczku” w Wiśle.

## Ordery i odznaczenia
- Krzyż Kawalerski Orderu Odrodzenia Polski[2]
- Medal Dziesięciolecia Odzyskanej Niepodległości[1]
- Złota Odznaka „Zasłużony dla rozwoju województwa katowickiego”[2]

## Upamiętnienie
Muzeum Beskidzkie w Wiśle nosi imię Andrzeja Podżorskiego.